# Cremastus arctatus
Cremastus arctatus là một loài tò vò trong họ Ichneumonidae.